# Finanzanwärter
Finanzanwärter bzw. Finanzanwärterin (Abkürzung: "FAnw", "FinAnw" bzw. "FAnwin"; in einigen Bundesländern Steuerinspektoranwärter/in) ist die Dienstbezeichnung für die im Vorbereitungsdienst (Ausbildung) befindlichen Beamten des gehobenen Dienstes in der deutschen Finanzverwaltung. Anwärter nach Beamtenrecht werden auch als Beamter auf Widerruf bezeichnet.
Die Dienstbezeichnung für Anwärter des mittleren Dienstes der Finanzverwaltung lautet Steueranwärter.
Die Ausbildung dauert in der Regel drei Jahre. Sie ist mit einem Fachhochschulstudium verbunden. Studierende, die das Studium erfolgreich abschließen, erwerben den Titel "Diplom-Finanzwirt (FH)" (anders in Niedersachsen: Hier lautet der Titel: Diplom-Finanzwirt (Steuerakademie – StAk) und steht dem FH-Abschluss lediglich gleich). Der FH-Abschluss ist innerhalb der gesamten EU anerkannt.
In der Bundeszollverwaltung wurde die Bezeichnung im Juli 2009 geändert in Zollinspektoranwärter (ZIAnw), siehe  Amtsbezeichnungen der deutschen Zollverwaltung. Nach bestandener Laufbahnprüfung erhalten die fertig studierten Beamten die Amtsbezeichnung "Zollinspektor". Sie werden anschließend für 3 Jahre in das Beamtenverhältnis auf Probe übernommen und absolvieren in diesem Rahmen die laufbahnrechtliche Probezeit, die sich in der Regel aus einer Erst- und einer Zweitverwendung zusammensetzt. Haben sich die Probezeitbeamten im vollen Umfang auf beiden Verwendungen bewährt, so werden sie in das Beamtenverhältnis auf Lebenszeit übernommen.
Davon abgewichen wird in Baden-Württemberg in dem Fachbereich "Allgemeine Finanzverwaltung": Die Dienstbezeichnung im Vorbereitungsdienst ist Regierungsinspektor-Anwärter (RIA) und in der Probezeit Regierungsinspektor zur Anstellung (RI z. A.).
Das Grundgehalt eines Steuerinspektoranwärters in Bayern beträgt zurzeit (Stand 08/2019) EUR 1.213,85 pro Monat.
Das Grundgehalt eines Zollinspektoranwärters bei der Bundeszollverwaltung beträgt EUR 1.530 pro Monat – seit Januar 2008 wird hier nicht mehr in West / Ost unterschieden.